# Синан-бегова џамија (Чајниче)
Синан-бегова џамија у Чајничу је изграђена 1582. године, а изградио ју је Синан бег (познат као Синан паша) Бољанић. Уврштена је у Националну листу споменика. Према Вакуфнами из 1582. године, Синан — бег Бољанић је у Чајничу подигао џамију, око које се касније формирала махала прозвана по њему, Синан-пашина махала.